# Grâces
Grâces is een gemeente in het Franse departement Côtes-d'Armor (regio Bretagne). De plaats maakt deel uit van het arrondissement Guingamp. Grâces telde op 1 januari 2022 2.588 inwoners.

## Geografie
De oppervlakte van Grâces bedroeg op 1 januari 2022 14,07 vierkante kilometer; de bevolkingsdichtheid was toen 183,9 inwoners per km².
{
De onderstaande kaart toont de ligging van Grâces met de belangrijkste infrastructuur en aangrenzende gemeenten.

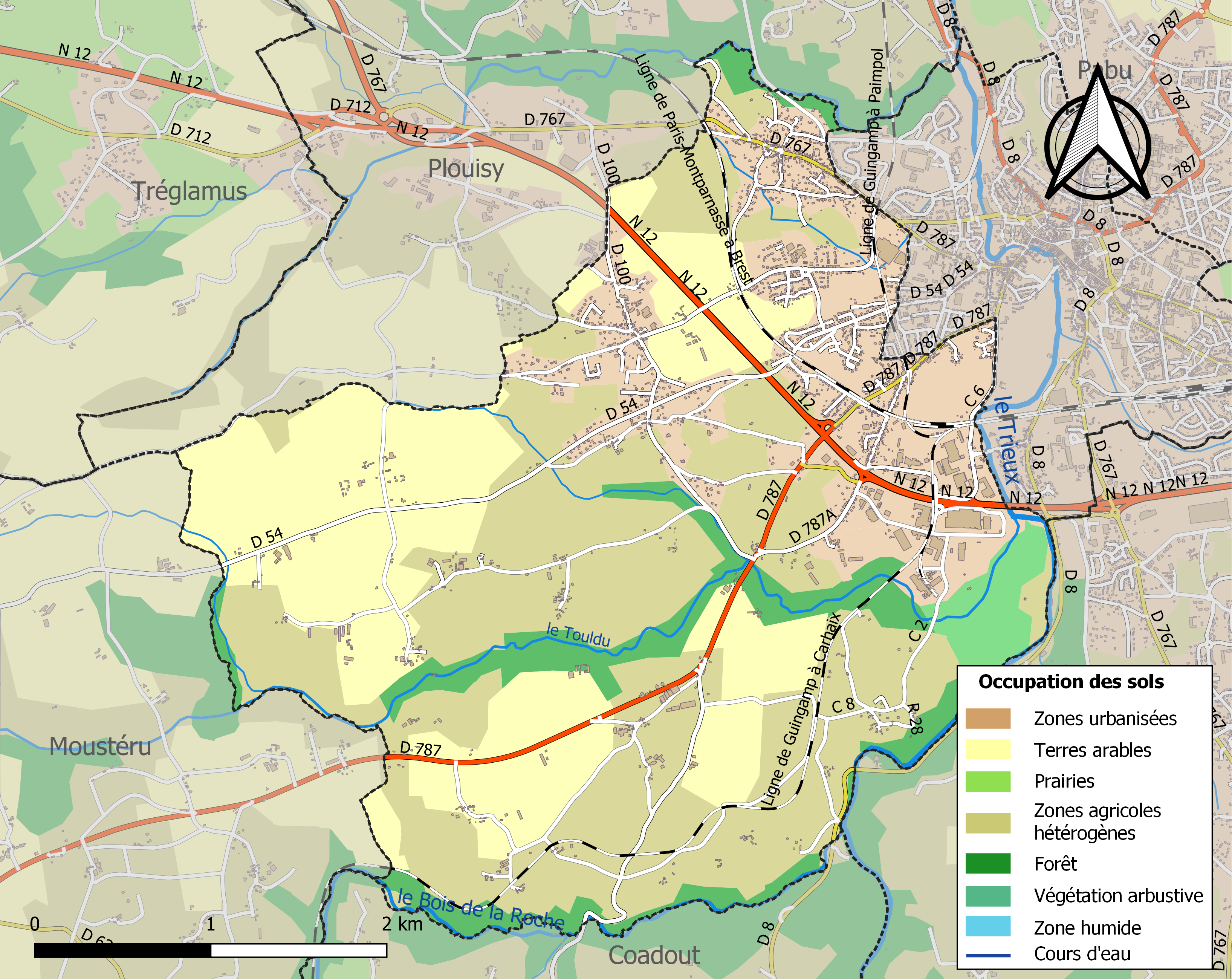

## Demografie
Onderstaande figuur toont het verloop van het inwonertal (bron: INSEE-tellingen).